# CVV De Jodan Boys
De Christelijke Voetbalvereniging De Jodan Boys is een op 1 mei 1934 opgerichte amateurvoetbalvereniging uit Gouda, Zuid-Holland, Nederland. Het eerste elftal komt uit in de Vierde divisie. De vereniging heeft ongeveer 1.350 leden.

## Accommodatie
De thuiswedstrijden worden op 'Sportpark de Oosterwei' gespeeld. Het complex aan de Sportlaan, tussen de wijken Oosterwei en Goverwelle, heeft zeven velden waaronder drie kunstgrasvelden. Drie velden aan de noordkant van de Sportlaan, worden ook gebruikt door voetbalclub GSV. Sinds het seizoen 2009-2010 heeft de club achttien kleedkamers en een sponsorhome.

## Geschiedenis

### 1934-1970
De “cvv De Jodan Boys” ontstond uit de Christelijke JOngemannenvereniging DANiël, genoemd naar Daniël van der Ben, de oprichter van het Nederlandsch Jongelings Verbond. Jodan Boys startte als omni-vereniging met voetbal, korfbal, volleybal, gymnastiek en wandelen. De korfbal- en volleybaltak fuseerden met andere verenigingen en gymnastiek en wandelen zijn inmiddels historie. De club speelde in het eerste jaar achtereenvolgens op een terrein aan de Bodegraafsestraatweg in Gouda Noord waar tegenwoordig Olympia een sportcomplex heeft. Daarna nog even in het huidige Weidebloemkwartier aan de Rotterdamseweg. Bij het eenjarig bestaan werd het oude Gouda veld aan de Bloemendaalseweg in gebruik genomen.
De Jodan Boys begonnen in het seizoen 1936-1937 met het spelen van competitievoetbal: het schreef zich in bij de in de afdeling Rotterdam van de Christelijke Nederlandsche Voetbal Bond (CNVB). Jodan Boys speelde in de eerste jaren in de reserve klassen, waar het na twee jaar kampioen werd. Vervolgens startte Jodan Boys in de standaard klasse van de CNVB, maar met weinig succes. Het begin van de Tweede Wereldoorlog betekende een voorlopig einde: na 13 wedstrijden werd de competitie gestaakt. De CNVB werd door de Duitsers verboden.
Jodan Boys moest zich vanaf het seizoen 1940-1941 aansluiten bij de KNVB, aanvankelijk in een onderbond van de KNVB, de Rotterdamsche Voetbalbond, omdat alleen daar op zaterdag gespeeld kon worden.
In 1947 werd Jodan Boys voor het eerst in zijn bestaan kampioen. In de jaren 1947-1949 ging de club gefaseerd over naar de Goudsche Voetbalbond, die toen pas gelegenheid bood aan het zaterdagvoetbal. In 1949 betrok Jodan Boys nieuw complex aan de Nieuwe Vaart in de wijk Nieuwe Park.
In de jaren 1956-1958 en 1962-1964 speelde de club in de Derde Klasse, wat toen het op een na hoogste amateurniveau in het zaterdagvoetbal was. Twee spelers van Jodan Boys uit deze periode zouden later profvoetballer worden: Piet van Oudenallen en Piet van Mullem, die later van 1985-1989 bij Jodan Boys zou terugkeren als trainer. Een andere toonaangevende speler uit deze periode was Joop Alphenaar, die van 1960-1978 in het eerste elftal zou spelen.
In 1964 verhuisden de Jodan Boys naar het huidige sportcomplex in de wijk Oosterwei.

### 1970-2000

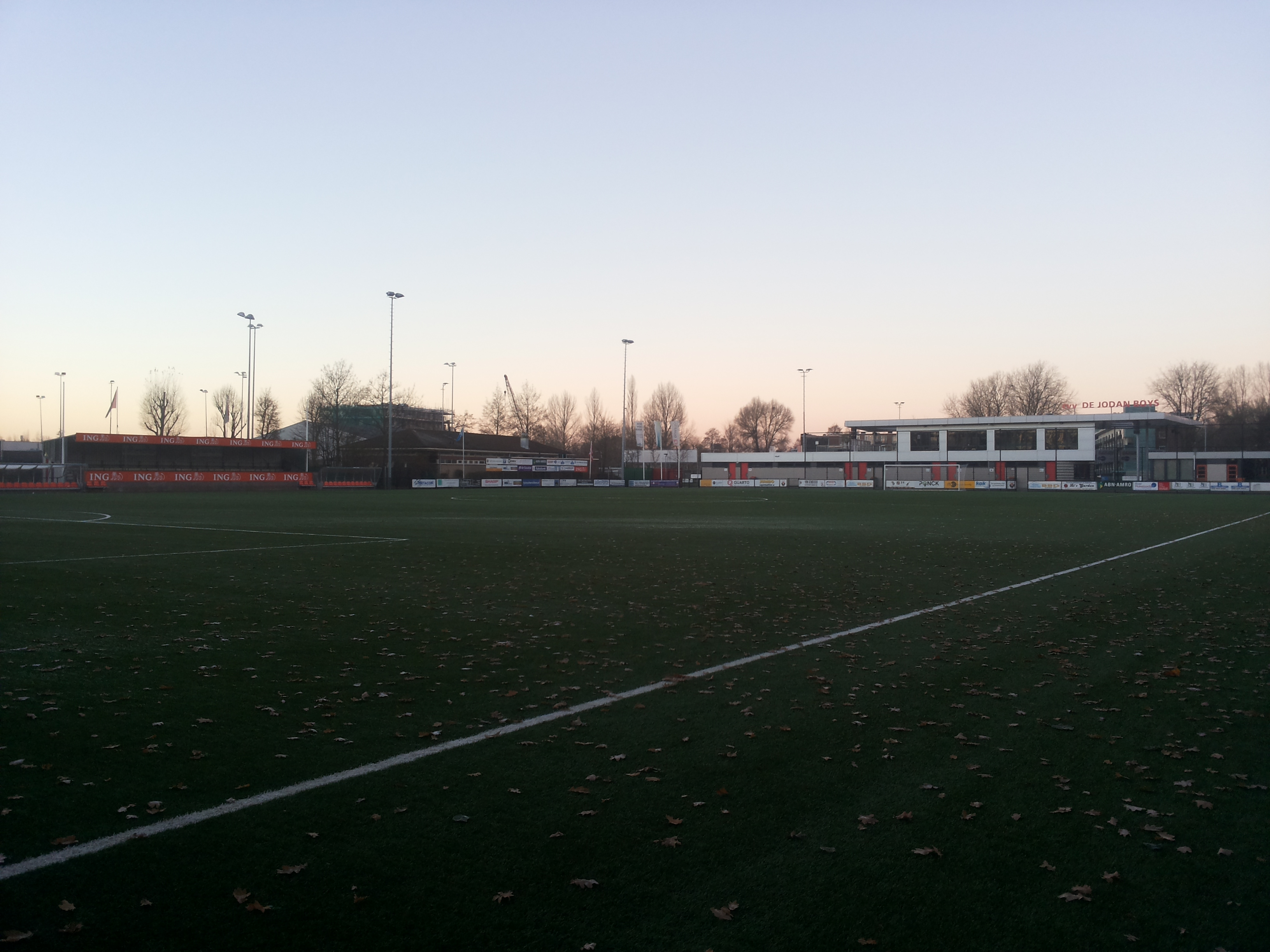
Het hoofdveld van de Jodan Boys

De vereniging was succesvol in de vroege jaren 1970, toen zij uitkwam in de hoogste klasse van de zaterdagamateurs. Eind jaren zestig maakte een aantal goede voetballers van Goudse zondagclubs de overstap naar zaterdagvereniging Jodan Boys. Jodan Boys werd zo een sterk, aanvallend team dat in enkele jaren promoveerde van de Vierde naar de Eerste Klasse, op dat moment het hoogste amateurniveau. Na het kampioenschap van de Tweede Klasse in 1972 vonden de sterspelers het genoeg. Versterkingen bleven uit en na 1 jaar keerde de club terug in de Tweede Klasse.
Een laatste wapenfeit in deze periode is de finaleplaats in de KNVB Beker voor Zaterdagamateurs in 1978. De finale tegen ACV ging met 1-0 verloren. Hierdoor plaatste Jodan Boys zich voor het eerst in zijn geschiedenis voor de landelijke KNVB Beker. In de wedstrijd tegen Eerste Divisieclub FC Amsterdam maakte Jodan Boys echter geen schijn van kans.
De bekendste speler van Jodan Boys in deze periode was Bert Graafland, die nog altijd geldt als 'de beste voetballer ooit die daar heeft gespeeld'. Graafland speelde 8 keer in het Nederlands amateurelftal.
In de jaren 1980 zakte de club verder weg, naar de Vierde klasse. Vanaf medio jaren 1990 speelde de club afwisselend in de Derde en Tweede klasse.
Vanaf de jaren 1990 kwam ook het vrouwenvoetbal van de grond. In 1994 startte het eerste senioren-vrouwenteam met het spelen van competitie.

### 2000-heden
Een tweede succesvolle periode begon na de eeuwwisseling. In het seizoen 2008/09 promoveerde de ploeg weer naar de Eerste Klasse. Het jaar daarop promoveerde Jodan Boys direct door naar de Hoofdklasse. Deze succesvolle periode uitte zich bijvoorbeeld ook in het binnen 10 jaar negenmaal winnen van een sterk (met onder andere enkele Topklasse-clubs) bezet regionaal toernooi. In 2012 promoveerde de club naar de Topklasse, maar wist dit niveau niet vast te houden: sinds het seizoen 2013/14 komt het weer uit in de Hoofdklasse.
In 2013 was er sprake van een lange wachtlijst van aspirantspelers en er was een tekort aan velden. Tegelijk kromp het ledenaantal van overbuurman GSV op de zaterdag. GSV nam het besluit om zich alleen nog te richten op recreatief zondagvoetbal en  te stoppen met jeugdvoetbal en gehandicaptenvoetbal. Jodan Boys en GSV spraken af dat het gehandicaptenvoetbal overging naar Jodan Boys, en dat ook de jeugd van GSV zich kon aansluiten. Jodan Boys werd hoofdhuurder van de 3 velden van GSV, die naar behoefte de velden weer huurt van Jodan Boys.
Sinds enkele jaren is Jodan Boys amateurpartner van profclub Excelsior uit Rotterdam.
Jodan Boys was de laatste club waartegen Edwin van der Sar een wedstrijd speelde. Van der Sar werd in maart 2016 door zijn oude club Noordwijk, waar hij in de jeugd actief was, gevraagd om een wedstrijd te keepen wegens een blessure van de eerste keeper. Van der Sar ging op deze uitnodiging in en stond op 12 maart 2016 onder de lat voor Noordwijk. Van der Sar stopte in deze wedstrijd een strafschop, maar kon niet voorkomen dat Noordwijk met 1-1 gelijkspeelde. Het doelpunt van Jodan Boys werd gescoord door Mo Bellahcen, die zo de laatste speler werd die Van der Sar heeft gepasseerd tijdens een officiële wedstrijd. Sinds deze wedstrijd heeft Jodan Boys een prominente supporter in de persoon van Radio 2-dj Gerard Ekdom, die sindsdien voor belangrijke wedstrijden aanmoedigingsvideo's maakt.
2016 stond ook in het teken van de deelname aan het KNVB Bekertoernooi, waarin Jodan Boys voor het eerst de 1/8e finale bereikte, na een overwinning op eredivisieclub Go Ahead Eagles. De 1/8e finalewedstrijd in Arnhem tegen Vitesse op 14 december bracht een recordaantal van 2.600 Goudse supporters op de been.
Op 28 juni 2017 speelde Jodan Boys voor de derde keer in een jaar tegen een eredivisieclub. Deze keer was het een oefenwedstrijd tegen FC Utrecht in de voorbereidingen voor het seizoen 2017-18. Jodan Boys verloor op sportpark Zoudenbalch nipt met 3-2 (ruststand 1-1).

## Competitieresultaten 1941–heden
| 3 2E |

| - 2B |

| - 2B |

| - 2D |

|  |

| - 2? |

| 1 2A |

| 5 |

| 1 |

| 5 4A |

| 5 4B |

| 9 4B |

| 4 4B |

| 2 4A |

| 4 4B |

| 2 4B |

| 8 3A |

| 9 3B |

| 4 4D |

| 7 4C |

| 3 4B |

| 1 4C |

| 7 3A |

| 10 3B |

| 6 4C |

| 6 4C |

| 8 4D |

| 8 4A |

| 1 4C |

| 7 3B |

| 1 3B |

| 1 2A |

| 11 1A |

| 9 2B |

| 5 2B |

| 8 2A |

| 8 2A |

| 4 2B |

| 7 2B |

| 9 2B |

| 13 2B |

| 12 3A |

| 9 4B |

| 12 4B |

| 11 4B |

| 6 4B |

| 8 4B |

| 7 4B |

| 9 4B |

| 7 4B |

| 6 4B |

| 2 4B |

| 2 3A |

| 6 3A |

| 8 3A |

| 2 2B |

| 8 2D |

| 11 2D |

| 7 3D |

| 9 3D |

| 1 3D |

| 4 2D |

| 6 2C |

| 7 2C |

| 10 2C |

| 7 2C |

| 1 2C |

| 2 1B |

| 9 B |

| 10 B |

| 10 A |

| 1 A |

| 15 |

| 10 B |

| 7 A |

| 6 B |

| 7 A |

| 8 A |

| 7 A |

| 9* A |

| 5* A |

| 10 A |

| 15 A |

| 1A |

- = Dit seizoen werd stopgezet vanwege de uitbraak van het coronavirus. Er werd voor dit seizoen geen officiële eindstand vastgesteld.

| Topklasse | Hoofdklasse | Eerste klasse | Tweede klasse | Derde klasse | Vierde klasse | Eerste klasse GVB | Eerste klasse RVB | Tweede klasse RVB |

In elke staaf van de grafiek staat van boven naar beneden vermeld: 
- Eindnotering

Dit is de positie die de club heeft bereikt in de competitie, zonder eventuele beslissings-, play-off- of nacompetitiewedstrijden die nodig zijn geweest om bijvoorbeeld de kampioen van de competitie te bepalen.
Indien een * achter het getal staat is de notering een tussenstand en kan het zijn dat de notering niet overeenkomt met de uiteindelijke eindstand van de competitie.
Staat er een - dan is het seizoen nog bezig en is er geen definitieve uitslag bekend.
Staat er xx op de positie van de notering, dan heeft de club vroegtijdig de competitie verlaten. Dit kan onder andere komen door terugtrekking van het team, faillissement van de club of door een uitgedeelde straf van de KNVB. In veel gevallen staat elders in het artikel de reden vermeld.
Staat er een ? dan is het resultaat uit het verleden onbekend, en is alleen de competitie of het niveau bekend van dat seizoen.
In de seizoenen 2019/20 en 2020/21 werd wegens de coronacrisis het amateurvoetbal afgebroken. Daardoor kennen deze staven geen eindklassering (middels -- weergegeven).
- Competitieniveau en afdelingsletter of Officiële eindstand Eredivisie
  - Competitieniveau en afdelingsletter

Hierbij geeft het getal het niveau weer, dat ook terug te vinden is in de legenda. De letter is de afdelingsaanduiding en wordt gebruikt wanneer er meer afdelingen zijn op hetzelfde niveau. De afdelingsletter is altijd een hoofdletter en wordt meestal zonder nummer gebruikt.
Voorbeeld: 2F is niveau 2e klasse competitie F.
Het competitieniveau en nummer wordt niet vermeld wanneer er slechts één competitie van dit niveau was.
  - Officiële eindstand Eredivisie (getal staat tussen haakjes vermeld)

Sinds de introductie van play-offwedstrijden voor Europees voetbal na afloop van de reguliere competitie in 2005/06, is de KNVB verplicht een eindstand van de Eredivisie door te geven aan de UEFA aan de hand van deze play-offwedstrijden.
Bij deze eindstand staan clubs die zich hebben gekwalificeerd voor Europees voetbal hoger dan clubs die zich niet wisten te kwalificeren. Indien er geen verschil was tussen de eindnotering en de officiële eindstand, staat dit getal niet vermeld.

- Onderafdeling

Hier staat afgekort de naam van de onderafdeling indien de club in dat jaar in een onderafdeling uitkwam. Tevens staat deze afkorting in de legenda en wordt gelinkt naar het artikel over deze onderafdeling. Deze afkorting wordt alleen vermeld wanneer de club in het verleden in verschillende onderafdelingen heeft gespeeld. Deze vermelding is in de staaf altijd in kleine letters. Deze onderafdelingen zijn na het seizoen 1995/96 afgeschaft. Heeft de club in slechts één onderafdeling gespeeld, dan is dit alleen terug te vinden in de legenda.
Onder de staaf staat het jaartal vermeld waarin het seizoen is afgesloten. 15 verwijst naar het seizoen 2014/15 of eventueel het seizoen 1914/15.
Wanneer een staaf leeg is, zijn deze gegevens niet bekend. Het kan ook zijn dat de club dat seizoen niet heeft meegespeeld op het hogere amateurniveau, vroegtijdig de competitie heeft verlaten of uit de competitie is gezet.

In het seizoen 1944/45 was er wegens de Tweede Wereldoorlog geen regulier competitievoetbal.
Door de jaren heen veranderde het Nederlands voetbalsysteem enkele malen. Nieuwe klassen en divisies werden ingevoerd, waardoor niet altijd duidelijk is op welk niveau een club precies speelde. Onderstaand schema maakt duidelijk op welk niveau Jodan Boys heeft gespeeld.
| Jaren     | Amateurniveau | Opmerking                     |
| --------- | ------------- | ----------------------------- |
| 1941-1947 | 4e            |                               |
| 1948-1949 | 3e            | 1948 overstap naar GVB        |
| 1950-1958 | 2e            | 1956 invoering Tweede Klasse  |
| 1959-1962 | 3e            |                               |
| 1963-1964 | 2e            |                               |
| 1965-1971 | 3e            | 1970 invoering Eerste Klasse  |
| 1972      | 2e            |                               |
| 1973      | 1e            |                               |
| 1974-1981 | 2e            |                               |
| 1982      | 3e            |                               |
| 1983-1992 | 4e            |                               |
| 1993-1998 | 3e            | 1996 invoering Hoofdklasse    |
| 1999-2001 | 4e            |                               |
| 2002-2007 | 3e            |                               |
| 2008      | 2e            |                               |
| 2009-2010 | 1e            |                               |
| 2011-2012 | 2e            | 2010 invoering Topklasse      |
| 2013      | 1e            |                               |
| 2014-2016 | 2e            |                               |
| 2017-nu   | 3e            | 2017 invoering Tweede Divisie |

## KNVB Beker
KNVB Beker 1978/79

1e ronde
|                        |            | |                |                                                                                       |
| 19 augustus 1978 15:00 | Jodan Boys | 0 – 10 | FC Amsterdam * | Stadion: Sportpark De Oosterwei, Gouda Toeschouwers: 2.500 Scheidsrechter: Jan Manuel |
| 19 augustus 1978 15:00 |            | 9' Wiggemansen 15' Wiggemansen 30' Slemmer 47' Wiggemansen 60' Slemmer 67' Wiggemansen 68' Bouwmeester 75' Swerissen 83' Wetzel 89' Wetzel |                | Stadion: Sportpark De Oosterwei, Gouda Toeschouwers: 2.500 Scheidsrechter: Jan Manuel |
| 19 augustus 1978 15:00 |            | |                | Stadion: Sportpark De Oosterwei, Gouda Toeschouwers: 2.500 Scheidsrechter: Jan Manuel |
| 19 augustus 1978 15:00 |            | |                | Stadion: Sportpark De Oosterwei, Gouda Toeschouwers: 2.500 Scheidsrechter: Jan Manuel |
|                        |            | |                |                                                                                       |

KNVB Beker 2012/13 (mannen)

1e ronde
|                        |                        |                                        |                 |                                                                                               |
| 22 augustus 2012 20:00 | SWZ/Boso Sneek         | 1 – 1 n.v. (1 – 0) (1 – 1) (6 – 5 pen) | Jodan Boys      | Stadion: Sportpark VV Sneek Wit Zwart, Sneek Toeschouwers: 350 Scheidsrechter: Arjan Laarhuis |
| 22 augustus 2012 20:00 | Mark Veerman (e.d.) 4' |                                        | 83' Leroy Brank | Stadion: Sportpark VV Sneek Wit Zwart, Sneek Toeschouwers: 350 Scheidsrechter: Arjan Laarhuis |
| 22 augustus 2012 20:00 |                        |                                        |                 | Stadion: Sportpark VV Sneek Wit Zwart, Sneek Toeschouwers: 350 Scheidsrechter: Arjan Laarhuis |
| 22 augustus 2012 20:00 |                        |                                        |                 | Stadion: Sportpark VV Sneek Wit Zwart, Sneek Toeschouwers: 350 Scheidsrechter: Arjan Laarhuis |
|                        |                        |                                        |                 |                                                                                               |

KNVB Beker 2016/17 (mannen)

eerste voorronde
|                        |              |                    |             |                                                                               |
| 17 augustus 2016 20:00 | Jodan Boys * | 1 – 1 (4 – 2 pen.) | Swift       | Stadion: Sportpark De Oosterwei, Gouda Toeschouwers: 450 Scheidsrechter: Smit |
| 17 augustus 2016 20:00 | Akanioui 62' |                    | 71' Ruijter | Stadion: Sportpark De Oosterwei, Gouda Toeschouwers: 450 Scheidsrechter: Smit |
| 17 augustus 2016 20:00 |              |                    |             | Stadion: Sportpark De Oosterwei, Gouda Toeschouwers: 450 Scheidsrechter: Smit |
| 17 augustus 2016 20:00 |              |                    |             | Stadion: Sportpark De Oosterwei, Gouda Toeschouwers: 450 Scheidsrechter: Smit |
|                        |              |                    |             |                                                                               |

tweede voorronde
|                        |                                      |       |      |                                                                                |
| 24 augustus 2016 20:00 | Jodan Boys *                         | 3 – 0 | SVZW | Stadion: Sportpark De Oosterwei, Gouda Toeschouwers: 475 Scheidsrechter: Vries |
| 24 augustus 2016 20:00 | Brank 45' Waandels 54' Pattinama 80' |       |      | Stadion: Sportpark De Oosterwei, Gouda Toeschouwers: 475 Scheidsrechter: Vries |
| 24 augustus 2016 20:00 |                                      |       |      | Stadion: Sportpark De Oosterwei, Gouda Toeschouwers: 475 Scheidsrechter: Vries |
| 24 augustus 2016 20:00 |                                      |       |      | Stadion: Sportpark De Oosterwei, Gouda Toeschouwers: 475 Scheidsrechter: Vries |
|                        |                                      |       |      |                                                                                |

1e ronde
|                         |                              |                    |                            |                                                                          |
| 20 september 2016 20:00 | HHC Hardenberg               | 2 – 2 (6 – 7 pen.) | Jodan Boys *               | Stadion: De Boshoek, Hardenberg Toeschouwers: 800 Scheidsrechter: Teuben |
| 20 september 2016 20:00 | Van der Leij 62' Piljić 113' |                    | 70' Waandels 111' Akanioui | Stadion: De Boshoek, Hardenberg Toeschouwers: 800 Scheidsrechter: Teuben |
| 20 september 2016 20:00 |                              |                    |                            | Stadion: De Boshoek, Hardenberg Toeschouwers: 800 Scheidsrechter: Teuben |
| 20 september 2016 20:00 |                              |                    |                            | Stadion: De Boshoek, Hardenberg Toeschouwers: 800 Scheidsrechter: Teuben |
|                         |                              |                    |                            |                                                                          |

2e ronde
|                       |                 |       |                             |                                                                               |
| 25 oktober 2016 20:00 | Go Ahead Eagles | 1 – 2 | Jodan Boys *                | Stadion: De Adelaarshorst, Deventer Toeschouwers: 5.163 Scheidsrechter: Pérez |
| 25 oktober 2016 20:00 | Hendriks 28'    |       | 47' Marengo 83' R. Heerkens | Stadion: De Adelaarshorst, Deventer Toeschouwers: 5.163 Scheidsrechter: Pérez |
| 25 oktober 2016 20:00 |                 |       |                             | Stadion: De Adelaarshorst, Deventer Toeschouwers: 5.163 Scheidsrechter: Pérez |
| 25 oktober 2016 20:00 |                 |       |                             | Stadion: De Adelaarshorst, Deventer Toeschouwers: 5.163 Scheidsrechter: Pérez |
|                       |                 |       |                             |                                                                               |

1/8e finale
|                        |                                                         |       |            |                                                                             |
| 14 december 2016 20:00 | Vitesse *                                               | 4 – 0 | Jodan Boys | Stadion: Gelredome, Arnhem Toeschouwers: 7.257 Scheidsrechter: Van de Graaf |
| 14 december 2016 20:00 | Miazga 14' Tighadouini 17' Baker 52' (pen.) Rashica 56' |       |            | Stadion: Gelredome, Arnhem Toeschouwers: 7.257 Scheidsrechter: Van de Graaf |
| 14 december 2016 20:00 |                                                         |       |            | Stadion: Gelredome, Arnhem Toeschouwers: 7.257 Scheidsrechter: Van de Graaf |
| 14 december 2016 20:00 |                                                         |       |            | Stadion: Gelredome, Arnhem Toeschouwers: 7.257 Scheidsrechter: Van de Graaf |
|                        |                                                         |       |            |                                                                             |

KNVB Beker 2019/20 (mannen)

eerste kwalificatieronde
|                            |               |               |                                   |                                                                                       |
| 17 augustus 2019 14:00 uur | VV Hoogland   | 1 – 3 (1 – 1) | Jodan Boys                        | Stadion: Sportpark Langenoord, Hoogland Toeschouwers: 250 Scheidsrechter: T. Hardeman |
| 17 augustus 2019 14:00 uur | Mezbanali 27' |               | 8', 86' Van Lunteren 64' Borsboom | Stadion: Sportpark Langenoord, Hoogland Toeschouwers: 250 Scheidsrechter: T. Hardeman |
| 17 augustus 2019 14:00 uur |               |               |                                   | Stadion: Sportpark Langenoord, Hoogland Toeschouwers: 250 Scheidsrechter: T. Hardeman |
| 17 augustus 2019 14:00 uur |               |               |                                   | Stadion: Sportpark Langenoord, Hoogland Toeschouwers: 250 Scheidsrechter: T. Hardeman |
|                            |               |               |                                   |                                                                                       |

Tweede kwalificatieronde
|                             |                                                        |               |                |                                                                                 |
| 25 september 2019 20:00 uur | SV OSS '20                                             | 5 – 1 (1 – 0) | Jodan Boys     | Stadion: Sportpark de Rusheuvel, Oss Toeschouwers: 200 Scheidsrechter: E. Thijs |
| 25 september 2019 20:00 uur | Peltzer 8' Waterink 50' De Groot 82', 85' Van Lith 88' |               | 86' El Idrissi | Stadion: Sportpark de Rusheuvel, Oss Toeschouwers: 200 Scheidsrechter: E. Thijs |
| 25 september 2019 20:00 uur |                                                        |               |                | Stadion: Sportpark de Rusheuvel, Oss Toeschouwers: 200 Scheidsrechter: E. Thijs |
| 25 september 2019 20:00 uur |                                                        |               |                | Stadion: Sportpark de Rusheuvel, Oss Toeschouwers: 200 Scheidsrechter: E. Thijs |
|                             |                                                        |               |                |                                                                                 |

## Erelijst

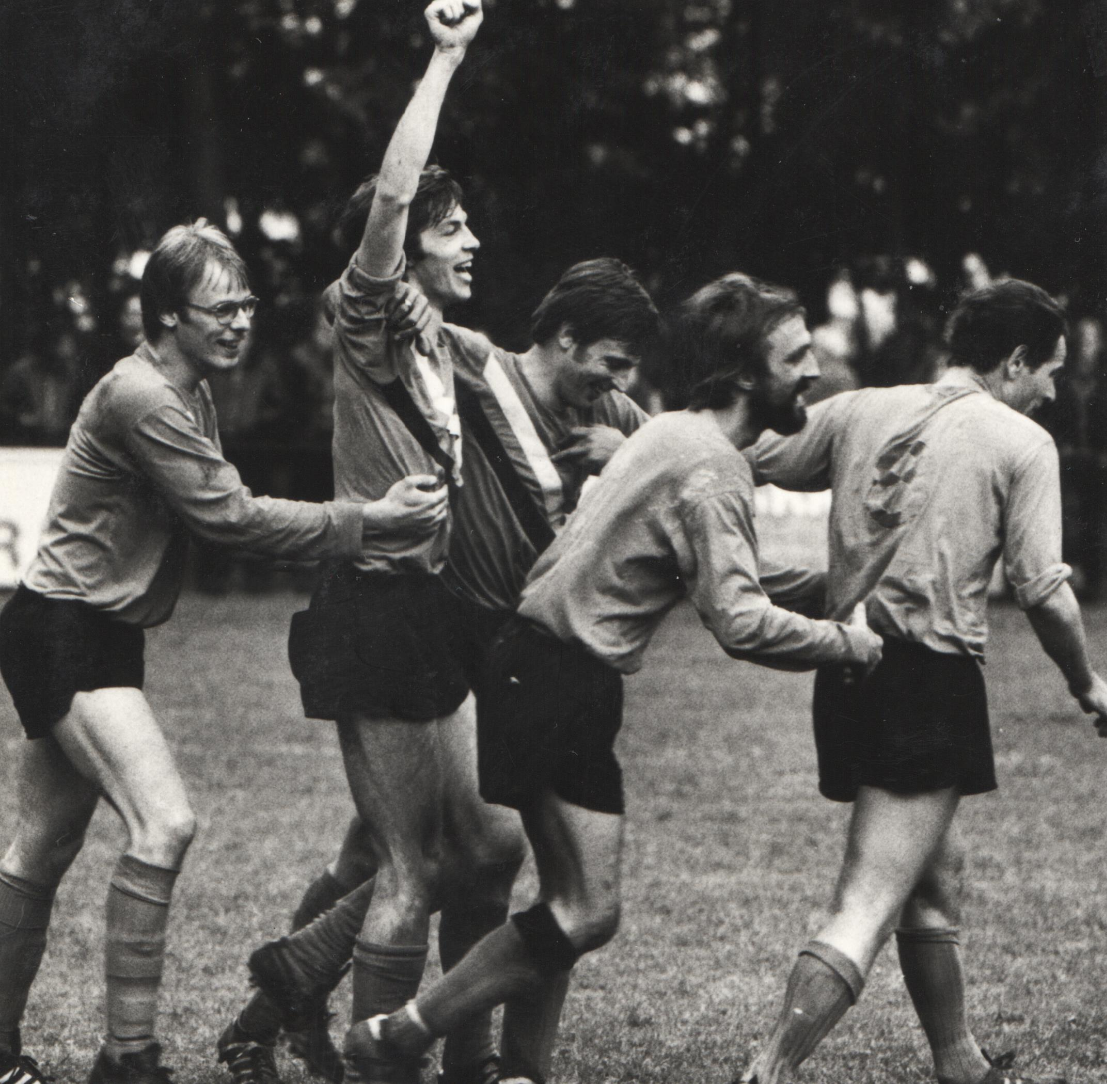
Bert Graafland velt Spijkenisse met zijn 2e goal 1/2 finale KNVB beker, 1978

| Competitie                                             | Winnaar | Winnaar                | Runner up (of anders) | Runner up (of anders)                                             |
| Competitie                                             | Aantal  | Jaren                  | Aantal                | Jaren                                                             |
| ------------------------------------------------------ | ------- | ---------------------- | --------------------- | ----------------------------------------------------------------- |
| KNVB Beker                                             | –       | –                      | 4×                    | 1/8e finale: 2016 1e ronde: 1978, 2012 2e kwalificatieronde: 2019 |
| KNVB Beker voor Zaterdagamateurs                       | –       | –                      | 4×                    | finale: 1978 1/4 finale: 1968, 1971, 1974                         |
| Districtsbeker West II                                 | –       | –                      | 3×                    | 1/2 finale: 2016, 2019 1/4 finale: 2009                           |
| Derde divisie (Topklasse)                              | –       | –                      | –                     | Gespeeld in seizoen 2012-2013                                     |
| Hoofdklasse                                            | 1×      | 2012                   | –                     | –                                                                 |
| Eerste Klasse                                          | –       | –                      | 1×                    | 2008                                                              |
| Tweede Klasse                                          | 2×      | 1972, 2007             | 1×                    | 1996                                                              |
| Derde Klasse                                           | 2×      | 1971, 2001             | 1×                    | 1993                                                              |
| Vierde Klasse                                          | 2×      | 1962, 1969             | 2×                    | 1956, 1992                                                        |
| Eerste Klasse Goudsche Voetbalbond                     | 1×      | 1949                   | –                     | –                                                                 |
| Tweede Klasse Rotterdamsche Voetbalbond                | 1×      | 1947                   | –                     | –                                                                 |
| Voetbal Rijnmond Cup                                   | 2×      | 2011, 2015             | 1×                    | 2014                                                              |
| Groene Hart Cup                                        | 4×      | 2006, 2007, 2008, 2009 | –                     | –                                                                 |
| Reserve Klasse Christelijke Nederlandsche Voetbal Bond | 1×      | 1939                   | –                     | –                                                                 |

## Supporters
Gemiddeld aantal toeschouwers:
- 2008-2009: 900
- 2009-2010: 800
- 2010-2011: 600
- 2011-2012: 600
- 2012-2013: 800
- 2013-2014: 400
- 2014-2015: 400
- 2015-2016: 700
- 2016-2017: 400

## Lijst van hoofdtrainers
| Seizoen(en)            | Naam            |
| ---------------------- | --------------- |
| jaren 1950-jaren 1960  | Cees Ottevanger |
| jaren 1950 (1 seizoen) | Henk Walthie    |
| 1969-1973              | Theo Cremers    |
| 1973-1976              | John Renirie    |
| 1976-1977              | Harry Mulder    |
| 1977-1980              | Ger Perdijk     |
| 1980-1982              | Piet van Miert  |
| 1982-1983              | Joop Klaassen   |
| 1984-1985              | Leo Vugts       |

| Seizoen(en) | Naam            |
| ----------- | --------------- |
| 1985        | Gerrit Zorg     |
| 1985-1988   | Vincent Govers  |
| 1988-1991   | Piet van Mullem |
| 1991-1996   | Wim Berckenkamp |
| 1996        | Harry Loerts    |
| 1996-1998   | Ronald Revet    |
| 1998-2000   | Bert Bartelings |
| 2000-2002   | René van Beek   |
| 2002-2005   | Jack Harmsen    |

| Seizoen(en) | Naam                  |
| ----------- | --------------------- |
| 2005-2010   | Willem den Besten     |
| 2010-2011   | Peter Klomp           |
| 2011-2013   | Patrick Akerboom      |
| 2014-2019   | Dennis van den IJssel |
| 2019-heden  | Leen van Steensel     |

## Vrouwenvoetbal
In 1985 werd het eerste meisje toegelaten als lid van de club. In 1990 werd het eerste meisjesteam gevormd. Sindsdien is het Vrouwen- en Meisjesvoetbal gestaag gegroeid, net als bij andere clubs in Nederland. In 1994 startte het eerste seniorenteam. Inmiddels kent Jodan Boys 5 vrouwenteams en meerdere meisjes-jeugdteams in alle leefdtijdsklassen. De bekendste speelster die Jodan Boys heeft voortgebracht is Rebekka de Jong, die enkele interlands speelde voor het Nederlands vrouwenvoetbalelftal onder 17.
Het eerste grote succes was het kampioenschap in de Zesde Klasse in 1994-1995, gevolgd door het kampioenschap in de Vijfde Klasse in 1995-1996. Het kampioenschap in de Derde Klasse volgde in 2001-2002.
In het seizoen 2005-2006 promoveerde het 1e vrouwenelftal voor het eerst naar de landelijke 1e Klasse. Het jaar daarop degradeerde het team echter weer. In 2007-2008 werd het kampioenschap van de Tweede Klasse behaald.
Het eerste elftal promoveerde in het seizoen 2015-2016, na een jaar afwezigheid, opnieuw naar de Tweede Klasse. In het seizoen 2016-2017 bereikten de vrouwen dankzij een goede 2e seizoenshelft de nacompetitie voor promotie naar de 1e klasse. Promotie lukte echter niet, waardoor het eerste vrouwenteam in 2017-2018 opnieuw in de Tweede Klasse B speelt.
In de jaren daarna bouwde de staf van de vrouwen van De Jodan Boys gestaag aan een opmars. En dat resulteerde vanaf 2021 in drie opeenvolgende kampioenschappen. Een zeer unieke prestatie in het vrouwenvoetbal landschap. Vanaf 2024 acteren ze op het hoogste niveau in de Topklasse.

### Erelijst
| Competitie    | Winnaar | Winnaar   | Runner-up (of anders) | Runner-up (of anders)                  |
| Competitie    | Aantal  | Jaren     | Aantal                | Jaren                                  |
| ------------- | ------- | --------- | --------------------- | -------------------------------------- |
| KNVB Beker    | –       | –         |                       | 1/8e finale: 2009 1e ronde: 2008, 2010 |
| Hoofdklasse   | 1x      | 2024      | –                     | –                                      |
| Eerste Klasse | 1x      | 2023      | –                     | –                                      |
| Tweede Klasse | 2×      | 2008,2022 | 1×                    | 2006                                   |
| Derde Klasse  | 1×      | 2002      | 1×                    | 2016 (promotie na nacompetitie)        |
| Vijfde Klasse | 1×      | 1996      | –                     | –                                      |
| Zesde Klasse  | 1×      | 1995      | –                     | –                                      |

## Bekende (oud-)spelers en trainers

### Internationals (*)
| Naam              | Geb. datum |                    | Jodan Boys        | Bijzonderheden |
| Tonny van Leeuwen | 21-03-1943 | Vlag van Nederland | Jeugd             | 2 interlands voor Nederland. Speelde onder andere bij Sparta en GVAV |
| Bert Graafland    | 18-10-1956 | Vlag van Nederland | Jeugd-1980        | 55 interlands: voor het Nederlands amateurvoetbalelftal (8 interlands), het Nederlands elftal van Jonge Amateurs, het Nederlands Zaalvoetbalelftal, Jong Oranje en het Nederlands Studentenvoetbalelftal. Nam deel aan het studenten-WK in Uruguay (1976, waar Nederland derde werd) met Graafland als topscorer van het WK en o.a. ook de Universiade in Mexico (1979), waar voor een publiek van 70.000 mensen gespeeld werd en Graafland ook topscorer werd. |
| Gino Mulder       | 09-10-1987 | Vlag van Aruba     | 2010-2014         | 4 interlands voor Aruba. Speelt bij HBS Craeyenhout, daarvoor bij Quick Den Haag |
| Ahmed Ali         | 23-10-1990 | Vlag van Somalië   | 2013-2014         | 3 interlands voor Somalië. Speelt bij Sheffield FC, hiervoor onder andere bij Norwich Victoria FC |
| Rebekka de Jong   | 28-01-1997 | Vlag van Nederland | Jeugd, 2017-heden | 4 interlands voor het Nederlands vrouwenelftal onder 17, 2 interlands voor het Nederlands vrouwenelftal onder 15. Speelde bij Ajax en SV Saestum |

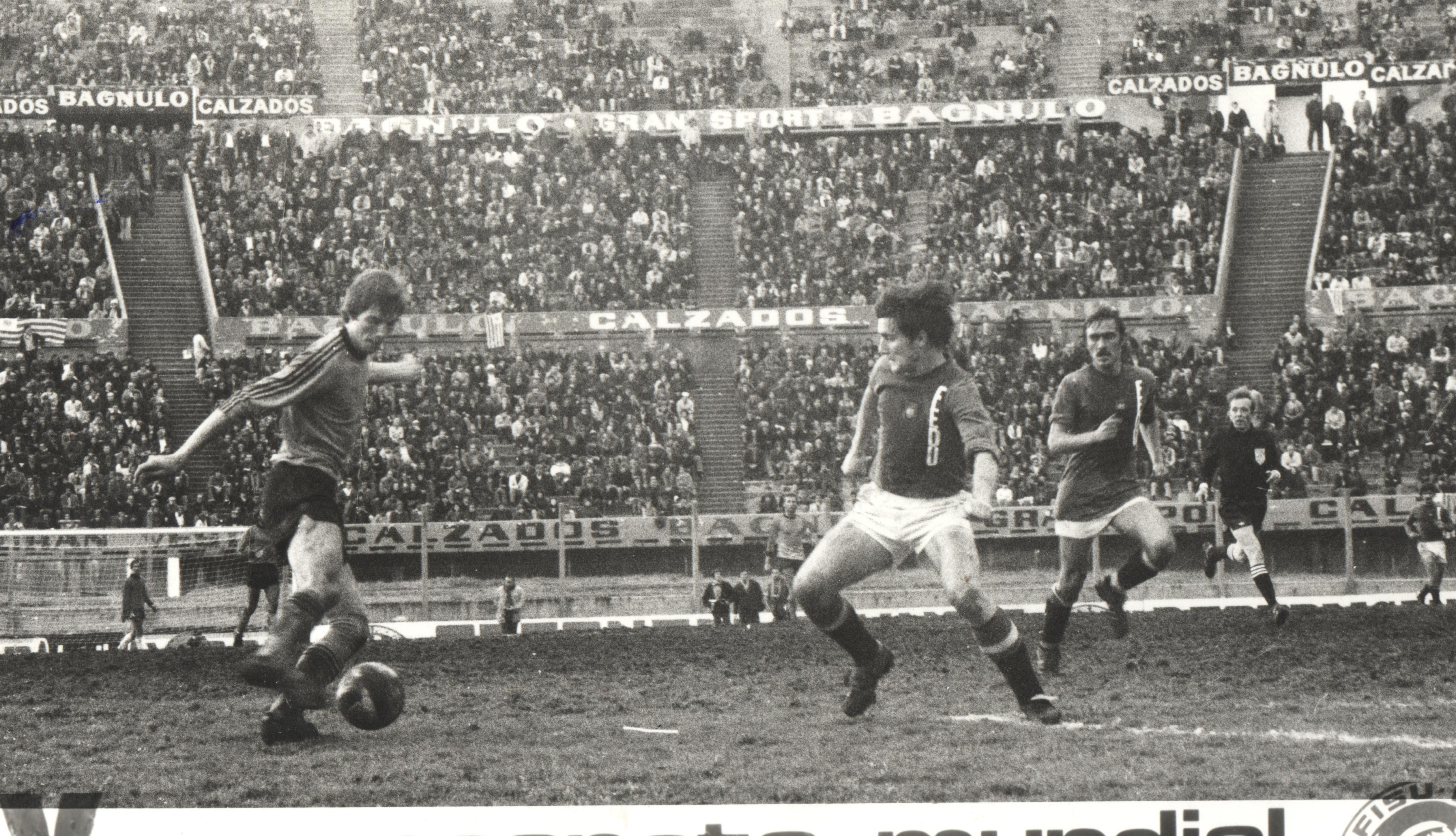
Jodan Boys speler Bert Graafland in actie voor Oranje tegen Spanje, 1976, in Montevideo op de WK

(*) Alleen Bert Graafland, Ahmed Ali en Rebekka de Jong speelden interlands als Jodan Boys-speler. De anderen na hun periode bij Jodan Boys.

### Overige bekende (oud-)spelers en trainers (*)
| Naam                  | Geb. datum |                    | Jodan Boys           | Bijzonderheden |
| Theo Cremers          | 1934       | Vlag van Nederland | Trainer              | profvoetballer bij RKSV Sittardia, bondscoach van Aruba, coach van Alajuelense                                     |
| Piet van Mullem       | 29-07-1937 | Vlag van Nederland | 1953-1963 en trainer | profvoetballer bij Sparta en Hermes DVS                                                                            |
| Piet van Oudenallen   | 15-05-1948 | Vlag van Nederland | tot 1967             | profvoetballer bij DOS, FC Utrecht en FC Den Bosch                                                                 |
| Johan Derksen         | 31-01-1949 | Vlag van Nederland | 1977-1978            | profvoetballer bij SC Cambuur, BV Veendam, HFC Haarlem, SV Meppen, MVV. Sportjournalist.                           |
| Wim Berckenkamp       | 26-09-1953 | Vlag van Nederland | 1981-1982 en trainer | profvoetballer bij FC Den Haag en Go Ahead Eagles                                                                  |
| Bert Bartelings       | 02-11-1960 | Vlag van Nederland | Trainer              | profvoetballer bij FC Volendam en DS '79                                                                           |
| Erik Tammer           | 29-06-1969 | Vlag van Nederland | 2005-2006            | profvoetballer bij Excelsior, Belenenses, sc Heerenveen, Go Ahead Eagles, Sparta, Cambuur Leeuwarden, ADO Den Haag |
| Maarten Atmodikoro    | 04-02-1971 | Vlag van Nederland | 2005-2006            | profvoetballer bij ADO Den Haag, N.E.C., NAC, Dordrecht '90                                                        |
| Lotfi Amhaouch        | 25-06-1971 | Vlag van Marokko   | 2005-2006            | profvoetballer bij Sparta en Telstar                                                                               |
| Michiel Sol           | 23-10-1973 | Vlag van Nederland | 2006-2009            | profvoetballer bij Feyenoord, Excelsior, Go Ahead Eagles                                                           |
| Marcel van der Sloot  | 03-06-1980 | Vlag van Nederland | Jeugd                | profvoetballer bij RBC Roosendaal, TOP Oss, De Graafschap, FC Dordrecht                                            |
| Mitchel Heerkens      | 19-10-1986 | Vlag van Nederland | Jeugd, 2007-2017     | profvoetballer bij FC Dordrecht                                                                                    |
| Levi Marengo          | 20-01-1987 | Vlag van Nederland | 2016-heden           | profvoetballer bij Telstar, Jove Español en CD Ourense                                                             |
| Mohammed Faouzi       | 03-09-1987 | Vlag van Nederland | 2017-heden           | profvoetballer bij Excelsior, FC Utrecht                                                                           |
| Marvin van der Pluijm | 01-06-1988 | Vlag van Nederland | 2013-2014            | profvoetballer bij FC Den Bosch, NAC Breda, Dayton Dutch Lions                                                     |
| Karel van den Heuvel  | 25-10-1988 | Vlag van Nederland | Jeugd                | scheidsrechter |
| Enzo Huntink          | 30-10-1991 | Vlag van Nederland | 2015-heden           | profvoetballer bij FC Emmen                                                                                        |
| Thomas Verheydt       | 24-01-1992 | Vlag van Nederland | 2012-2013            | profvoetballer bij MVV Maastricht, Crawley Town, Go Ahead Eagles, ADO Den Haag                                     |
| Abdallah Aberkane     | 05-05-2000 | Vlag van Nederland | Jeugd                | profvoetballer bij Jong Ajax, Jong Sparta Rotterdam, Sparta Rotterdam, SBV Excelsior                               |

(*) Vet: huidige selectie.